# مراد باتنا
مراد باتنا (انگلیسی: Mourad Batna؛ زادهٔ ۲۷ ژوئن ۱۹۹۰) بازیکن فوتبال اهل مراکش است.
از باشگاه‌هایی که در آن بازی کرده‌است می‌توان به باشگاه فوتبال الفتح و باشگاه فوتبال حسینیه اکادیر اشاره کرد.